# Massignano
Massignano är en ort och kommun i provinsen Ascoli Piceno i regionen Marche i Italien. Kommunen hade 1 651 invånare (2018).